# Battle Ground (Washington)
Battle Ground è una città degli Stati Uniti d'America, situata nello Stato di Washington e in particolare nella contea di Clark.